# 賓
本乃一男性人名，為班哲文（Benjamin）、賓尼迪斯（Benedicts）等之簡稱。在阿拉伯語和希伯來語中，賓為「某人之子」之意。

## 部分稱為Ben的名人
- 班·西蒙斯職業籃球員
- 賓·亞當斯英國樂隊A1成員
- 賓·高文前籃球員
- 賓·哥頓職業籃球員
- 賓·賀爾導演
- 賓·夏柏美國音樂人
- 賓·軒達臣英格蘭搖滾音樂人
- 賓·京士利英國演員
- 賓·尼古臣英格蘭藝人
- 賓·安比美國綁·架受害者
- 賓·史迪拿美國演員、導演及編劇
- 賓·華域（1895-1951）荷蘭足球員
- 賓科士打曼聯門將
- 賓尼迪斯利物浦足球會領隊
- BEN,阿邊,白吉勝台灣演員及歌手
- 陳恆鑌，香港立法會議員
- 宰因·阿比丁·本·阿里前突尼西亞總統，因為茉莉花革命而被迫下台。